# Apna Sapna Money Money
Apna Sapna Money Money (in Italiano: I sogni sono il nostro sogno) è un film indiano del 2006 diretto da Sangeeth Sivan. Il film, prodotto da Subhash Ghai, è una commedia che ruota intorno ad una serie di personaggi che tentano qualunque strada per diventare ricchi. Tra gli attori protagonisti del film: Ritesh Deshmukh, Celina Jaitley, Koena Mitra, Jackie Shroff, Sunil Shetty, Shreyas Talpade, Bobby Darling, Riya Sen, Anupam Kher e Chunky Pandey.